# Staurophlebia auca
Staurophlebia auca är en trollsländeart som beskrevs av Kennedy 1937. Staurophlebia auca ingår i släktet Staurophlebia och familjen mosaiktrollsländor. Inga underarter finns listade i Catalogue of Life.